# IXV
IXV(Intermediate eXperimental Vehicle)は欧州宇宙機関(ESA)の大気圏再突入実験機。2015年2月11日にヴェガロケットによって打ち上げられ、弾道飛行によって低軌道からの地球帰還をシミュレートする飛行試験を実施し、洋上での機体回収にも成功した。名称の「Intermediate」は、この実験機で実証する技術要素が、再使用型宇宙往還機の実現に至るロードマップの中間段階にあることを意味する。

## 概要
欧州の主力打ち上げロケットであるアリアン5の後継機、および将来的な宇宙往還機の実現を目指して要素技術の開発を進めるため、ESAは2004年より「将来輸送系準備プログラム(Future Launchers Preparatory Program：FLPP)」を開始した。IXVはその一環として、フランス国立宇宙研究センター(CNES)のPRE-Xなど過去の研究を引き継ぎ、再使用型宇宙往還機に必要な大気圏突入時の熱保護と空力制御技術を確立するためデータ収集を行う。
IXV再突入体は重量2トンの無人機で、外寸は全長5m、全幅2.2m、全高1.5m。翼のない揚抗比0.7のリフティングボディの機体後部に、姿勢制御に使用する2枚のボディフラップと推力400Nのスラスター4基を持つ。機体先端と下面はマッハ20を超える大気圏突入時の空力加熱に晒されるため、1,900℃の高温に耐える耐熱繊維強化セラミック複合材で被覆される。

### 熱防護
IXVの熱防護システムはスペースシャトルの熱防護システムとは異なる設計思想である、熱および機械的機能を解離する「屋根板設計」 "shingle design"に基づいている。
スペースシャトルの耐熱タイルは断熱機能と機械的機能の両方を持つ固い材質でできているのに対し、IXVの場合CMC材料（C/SiC）を外殻に用い、内層に柔軟なアルミナブランケット、さらに内側には耐熱温度は低いがより軽量なシリカエアロゲルを断熱材に用いている。エアロゲルは粉体の流出を防ぐため、機内に外気が侵入するのを防ぐためポリイミドフィルムで覆われている。
これにより、断熱性と機械的強度の相反する２つの機能を同時に実現する必要が無くなり、より軽量な断熱材による軽量な熱防護システムの実現が期待される。
パネルは、特別に設計された「スタンドオフ」を使用して内部構造に接続される。熱膨張率に対応するため、十分な遊びが設けられている上、セラミック製のワッシャーが断熱を担う。アルミナファイバーをセラミックファイバー製の編組耐熱スリーブで包んだシール材で隙間は塞がれ、高温ガスの流入を防ぐ。
IXVの初期設計はNGL Prime SpA（EADSとフィンメッカニカの合弁企業）によって行われた。最終設計と製造の主契約企業はタレス・アレーニア・スペース・イタリアに移り、2009年のパリ航空ショーにおいてESAからの受注契約が発表された。
セラミック複合材を使用した耐熱シールドとボディフラップの製作はドイツのMT Aerospace社が担当する。
2012年6月23日、アメリカ合衆国アリゾナ州のユマ実験場にて輸送機で高度5,700mからIXVのプロトタイプを空中投下するパラシュート降下テストが行われた。 さらに2013年6月19日には、サルディニア島東方の地中海上空3,000mから原寸大プロトタイプを投下する着水テストが実施された
。

## 再突入試験
IXVはヴェガロケットによってギアナ宇宙センターから打ち上げられ、高度412kmに達する弾道飛行を行って地球を半周したのち飛行速度7.5km/s、再突入角度1.19度で大気圏に再突入する。大気圏突入時の飛行データと機体各所における温度・応力変化などを搭載した600以上のセンサーで計測した後、ドローグシュートで減速して太平洋上に着水し、フロートを膨張させて回収を待つ。
ESAはIXVに先行し、より小型の実験機EXPERTで大気圏再突入のデータを収集する計画であったが、EXPERTの打ち上げのため契約したヴォルナロケットの使用が2012年にロシア側よりキャンセルされたため、ESAは急遽代替の打ち上げ機を探すなどスケジュールに乱れが生じていたが、結局、IXVの打上げをそのまま行うことにした。

## 無人宇宙往還機Pride
ESAは2012年11月に開かれた閣僚級理事会において、IXVを発展させた再使用型宇宙往還機ISV(Innovative Space Vehicle)の開発予算を承認した。ISVは小型の貨物室を持った有翼の無人機で、人工衛星を軌道から回収して大気圏に再突入し、滑走路へ水平着陸する能力を持つ。この構想を実現するべくIXVとISVの開発事業には今後年間2500万～3000万ユーロが投入されることとなった。
その後、このISV計画はPRIDE(Programme for Reusable In-orbit Demonstrator in Europe)計画に変更された。Prideもヴェガロケットでの打ち上げを行う小型の機体であるが、こちらは軌道飛行を行う計画で、滑走路に自動着陸する能力を有する。